# Perubergtyrann
Perubergtyrann (Silvicultrix spodionota) är en fågelart i familjen tyranner inom ordningen tättingar.

## Utbredning och systematik
Perubergtyrann delas in i två underarter med följande utbredning:
- S. s. spodionota – centrala Peru
- S. s. boliviana – södra Peru och västra Bolivia

## Status
Internationella naturvårdsunionen IUCN betraktar den inte som god art, varför den inte placeras i någon hotkategori.